# Дънкан I
Дънкан I (на шотландски келтски: Donnchad mac Crínáin, на английски: Duncan; * ок. 1001; † 14 август 1040) е крал на Шотландия (Алба) (1034 – 1040), основател на шотландската кралска династия Дънкелд. Шестгодишното му управление е белязано от неуспешни опити за териториално разширение на кралството на юг и север.

## Произход и възкачване на престола
Дънкан е син на Кринан Дънкилдски – лаик абат на Дънкелд, и на Беток, дъщеря на шотландския крал Малкълм II.
След смъртта на крал Малкълм II короната на Шотландия преминава у внука му Дънкан, който вече притежавал властта над Кралство Стратклайд. Това кралство, чиито граници тридесет години по-рано вече се простирали по Фортските и Пентландските хълмове, тепърва се разширило до залива Солуей и река Туийд. С обединяването на двете кралства постепенно започват да се оформят очертанията на съвременна Шотландия.

## Крал на Шотландия (1034 – 1040)

### Борба за престола
Съгласно принципа на първородството, провъзгласен от крал Малкълм II, и в съответствие със следваните дотогава традиции на престола да се възкачва човек с кралско потекло от две страни, правата върху престола на Шотландия се падали на Лулак, син на краля на Мъри Гиле Комгаин и на Груох, която е внучка на шотландския крал Кенет III. По това време обаче Лулах вероятно все още е бил дете и не се е отличавал с умствени качества, поради което бил наречен Глупака. Поради това своите права върху престола заявил Дънкан, който не среща сериозна съпротива срещу възкачването си на престола. Овдовялата през 1032 Груох обаче се омъжва повторно за първия братовчед на съпруга си – Макбет, който се пада и първи братовчед на Дънкан по майчина линия, поради което Макбет също притежавал правото да наследи престола на Дънкан. Скоро след възкачването на Дънкан I на престола лейди Макбет започва да притиска съпруга си да предизвика Дънкан I за короната. Груох не се оказва единствената, която се опълчва на властта на Дънкан I, тъй като по това време срещу него въстават и водачите на няколко клана, чийто бунт кралските войски не успяват да потушат. Това налага свикването на военен съвет, който поставя начело на кралските войски Макбет. Макбет успява да потуши бунта на клановете, придобивайки по-голяма популярност и от самия крал. По този начин съпругът на Груох успява да се издигне до втори най-влиятелен човек в кралството.

### Войни
През 1039 Дънкан I настоява братовчед му Торфин Оркнейски да признае властта му над областта Кайтнис, което Торфин отказва да направи. В отговор на това Дънкан I назначава племенника си Модан за управител на областта и като му поверява войска, събрана от клановете в Атол, го изпраща да установи контрол над Кайтнис. По същото време Дънкан I започва война срещу Англия, възползвайки се от смъртта на Кнут Велики и настъпилата след него борба за властта между синовете му. По този начин Дънкан I допуска грешката да воюва на два фрнта – на север в Кайтнис и на юг в Англия. Нахлувайки в Северна Англия, Дънкан I обсажда Дърам, където претърпява съкрушителна загуба. Защитниците на Дърам успяват да избият войниците, с които Дънкан I атакува градските стени, и след като преминават в контранастъпление с кавалерията си, те унищожават и почти цялата шотландска пехота, принуждавайки оцелелите да бягат.
В задъненан улица се оказва и кампанията срещу Торфин Оркнейски, чиито значителни войски принуждават Модан, да вземе мъдрото решение за оттегляне. След провала при Дърам Дънкан I решава да се съсредоточи на север, където да атакува по море и суша. Той заповядва на Модан да събере нова и по-голяма войска, с която отново да потегли срещу Торфин, а самият Дънкан I потегля към Кайтнис по море, начело на единадесет кораба. Корабите на Дънкан I са атакувани от пет кораба на Торфин край Дърнис. Нападателната тактика на Торфин дава резулта – повечето кораби на Дънкан I, включително и неговият кораб, са превзети, а самият крал е принуден да се качи на борда на друг кораб, с който се опитва да избяга от битката. Използвайки въжета с куки, Торфин успява да възпрепятства бягството на Дънкан I и продължава битката, докато Дънкан I и оцелелите кораби от флота му не успяват да се оттеглят в залива Морей.
Междувременно войските на Модан достигат до Търсо, където успяват да дочакат ирландски подкрепления. Фактът, че Дънкан I търси помощ от ирландците, издава непопулярността му сред северните кланове, чиито водачи той не успява да привлече на своя страна. От друга страна, Торфин успява да събере много по-големи сили, с които предприема нощно нападение над войските на Модан край Търсо. Битката завършва с пълен разгром за Модан, чиито войници са избити или заловени, а и самият той също пада убит в битката.
Тези неуспехи не отказват Дънкан I, който този път нахлува в Кралство Мъри, владение на Макбет, което говори за евентуален съюз, сключен между Макбет и Торфин. На 14 август 1040 г. новата армия на Дънкан I, чиято численост в източниците варира между пет и десет хиляди души, в това число и ирландски попълнения, атакува Торфин край Бърхед. В започналата битка първи са разбити ирландците, а последвалата атака, която Дънкан предприема, завършва неуспешно. Според Оркнейската сага крал Дънкан I e убит от свои хора веднага след битката, близо до Елгин. По принцип смъртта му се приписва на Макбет, но сведенията са категорични, че Дънкан е убит в деня на битката, а няма доказателства Макбет да е бил там.
След смъртта на Дънкан I на шотландския престол се възкачва Макбет.

## Семейство
Крал Дънкан I се жени за Сибила от Нортумбрия, наричана в хрониките с келтското име Сутен. Двамата имат трима сина:
- Малкълм III
- Доналд III
- Мейлмер, граф на Атол